# Campeonato Mundial de Atletismo Júnior de 2012 - 3000 m feminino
A prova dos 3000 metros rasos feminino do Campeonato Mundial de Atletismo Júnior de 2012 ocorreu no dia 10 de julho em Barcelona, na Espanha. 

## Recordes
Antes desta competição, os recordes mundiais e do campeonato nesta prova eram os seguintes:
|     | Nome        | Nacionalidade | Tempo   | Local | Data                   |
| --- | ----------- | ------------- | ------- | ----- | ---------------------- |
| WJR | Zola Budd   | Reino Unido   | 8:28.83 | Roma  | 7 de setembro de 1985  |
| CR  | Zhang Linli | China         | 8:46.46 | Seul  | 20 de setembro de 1992 |

## Medalhistas
| Ouro                  | Prata                  | Bronze               |
| Mercy Chebwogen (KEN) | Hiwot Gebrekidan (ETH) | Emelia Gorecka (GBR) |

## Cronograma
Todos os horários são locais (UTC+1).
| Data        | Hora  | Evento |
| ----------- | ----- | ------ |
| 10 de julho | 20:00 | Final  |

## Resultados
A prova final foi realizada no dia 10 de julho ás 20:00. 
| Posição           | Atleta                     | Nacionalidade  | Tempo    | Notas           |
| ----------------- | -------------------------- | -------------- | -------- | --------------- |
| Medalha de ouro   | Mercy Chebwogen            | Quênia         | 9:08.88  | Recorde pessoal |
| Medalha de prata  | Hiwot Gebrekidan           | Etiópia        | 9:09.27  | Recorde pessoal |
| Medalha de bronze | Emelia Gorecka             | Reino Unido    | 9:09.43  | Recorde pessoal |
| 4                 | Haftamnesh Tesfay          | Etiópia        | 9:10.02  | Recorde pessoal |
| 5                 | Brillian Jepkorir Kipkoech | Quênia         | 9:14.32  | Recorde pessoal |
| 6                 | Aisling Cuffe              | Estados Unidos | 9:19.95  |                 |
| 7                 | Rebekah Greene             | Nova Zelândia  | 9:21.23  | Recorde pessoal |
| 8                 | Miyuki Uehara              | Japão          | 9:21.81  |                 |
| 9                 | Lindsay Crevoiserat        | Estados Unidos | 9:21.88  | Recorde pessoal |
| 10                | Li Zhixuan                 | China          | 9:24.06  | Recorde pessoal |
| 11                | Liv Westphal               | França         | 9:24.10  | Recorde pessoal |
| 12                | Mariia Khodakivska         | Ucrânia        | 9:25.98  |                 |
| 13                | Sarah Collins              | Irlanda        | 9:26.26  | Recorde pessoal |
| 14                | Wu Xufeng                  | China          | 9:27.89  | Recorde pessoal |
| 15                | Cleo Boyd                  | Canadá         | 9:37.84  |                 |
| 16                | Laura Muir                 | Reino Unido    | 9:40.81  |                 |
| 17                | Misuzu Nakahara            | Japão          | 9:49.84  |                 |
| 18                | Karoline Egeland Skatteboe | Noruega        | 9:59.69  |                 |
| 19                | Stessy Ngouvi Bouanga      | Gabão          | 13:54.15 | Recorde pessoal |
| –                 | Nancy Cheptegei            | Uganda         | –        | DNS             |

Legenda
| Recorde mundial       | Recorde mundial (World record)               |                       | Recorde africano                      | Recorde africano (African) |                                           | Q | Classificado por posição (Qualified) |
| Recorde do campeonato | Recorde do campeonato (Championship record)  | Recorde da América    | Recorde da América (Americas)         | q                          | Classificado por melhor tempo (Qualified) |   |                                      |
| Melhor marca do ano   | Melhor marca do ano (World leading)          | Recorde asiático      | Recorde asiático (Asian)              | DNS                        | Não largou (Did not start)                |   |                                      |
| Recorde nacional      | Recorde nacional (National record)           | Recorde europeu       | Recorde europeu (European)            | DNF                        | Não terminou (Did not finish)             |   |                                      |
| Recorde pessoal       | Recorde pessoal do atleta (Personal best)    | Recorde da Oceania    | Recorde da Oceania (Oceania)          | DSQ / DQ                   | Desclassificado (Disqualified)            |   |                                      |
| Recorde da temporada  | Recorde da temporada do atleta (Season best) | Recorde sul-americano | Recorde sul-americano (South America) | NM                         | Sem marca (No mark)                       |   |                                      |